# Katolicko-luteránský dialog
Katolicko-luteránský dialog je série diskusí, která začala v červenci 1964 jako výstup z Druhého vatikánského koncilu. Tato setkání odrážejí novou otevřenost katolické církve k dialogu s ostatními křesťanskými denominacemi i jinými náboženstvími. Tyto dialogy probíhaly především mezi zástupci Světové luterské federace a zástupci Papežské rady pro podporu jednoty křesťanů.
Katolicko-luteránský dialog ve Spojených státech probíhal pod záštitou Výboru biskupů USA pro ekumenické a mezináboženské záležitosti a Národního výboru Světové luteránské federace v USA. V rámci katolicko-luteránského dialogu se spojily Evangelická luterská církev v Americe a Luterská církev – Missourská synoda (LCMS), aby vedly dialog s americkou katolickou komunitou. LCMS se neúčastnila všech diskusí. Na rozdíl od Evangelické luterské církve v Americe nedospěla LCMS ke shodě s katolickou církví kvůli rozdílnému chápání různých otázek včetně víry, milosti a hříchu.
Po Druhém vatikánském koncilu vyvrcholil katolicko-luteránský dialog Společným prohlášením k nauce o ospravedlnění (1999) a Prohlášením k 500. výročí protestantské reformace s papežem Františkem a biskupem Munibem Younanem v rámci zvláštního katolicko-luteránského dialogu (2016), které v podstatě vyřešilo základní teologický konflikt Martina Luthera a pozdějších odpůrců. Tento konflikt byl dále zmírněn tím, že anglikánské společenství učinilo totéž.

## Okruhy diskuzí
Od července 1964 se uskutečnilo více než 50 zasedání, která se od roku 2015 zabývala jedenácti okruhy témat:
- I. Status Nicejského vyznání víry jako církevního dogmatu (1965)
- II. Jeden křest na odpuštění hříchů (1966)
- III. Eucharistie jako oběť (1968)
- IV. Eucharistie a služba (1970)
- V. Papežský primát a univerzální církev (1973)
- VI. Učitelský úřad a neomylnost v církvi (1978)
- VII. Ospravedlnění z víry (1983)[9]
- VIII. Jediný prostředník, svatí a Maria (1990)
- IX. Písmo a tradice (1995)
- X. Církev jako koinonie spásy: Její struktury a služby (2004)[10]
- XI. Naděje na věčný život (2010)[11]
- XII. Služby vyučování (2011)[12]

## Následující události

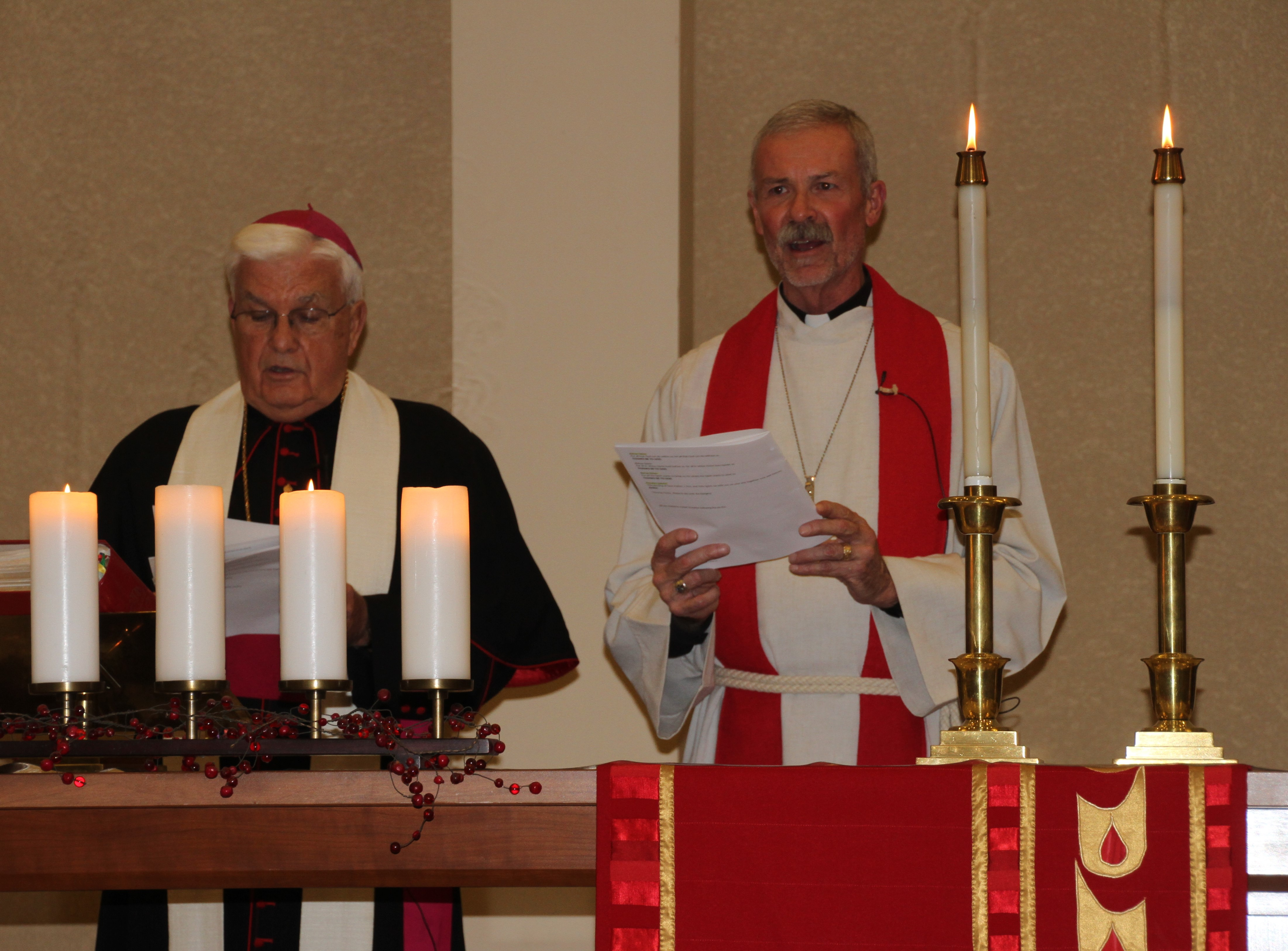
Biskup římskokatolické diecéze Winona a biskup ELCA z jihovýchodní Minnesoty společně vzpomínají na protestantskou reformaci v roce 2017

Mezi významné události, které následovaly po těchto dialozích, patřilo společné Prohlášení o nauce o ospravedlnění z víry vydané v roce 1983 a Společné prohlášení k nauce o ospravedlnění vydané 31. října 1999. V roce 2010 bylo v rámci katolicko-luteránského dialogu dokončeno společné prohlášení nazvané Naděje na věčný život. V roce 2015 vydali luteráni a římští katolíci Společné prohlášení o cestě: Církev, služba a eucharistie, ekumenický dokument označující větší viditelnou jednotu mezi katolíky a luterány.
Světová luterská federace a Papežská rada pro podporu jednoty křesťanů uspořádaly 31. října 2016 v katedrále v Lundu ve Švédsku společnou ekumenickou vzpomínkovou akci. Jednalo se o společnou katolicko-luteránskou připomínku 499. výročí vyvěšení devadesáti pěti tezí Martinem Lutherem v kostele Všech svatých ve Wittenbergu v Německu v roce 1517.

## Dokumenty
Smíšená katolicko-luteránská komise
- „První oficiální zpráva společné pracovní skupiny“ (1966)
- „Evangelium a církev“ (1972)
- Eucharistie (1978)
- „Prohlášení k augsburskému vyznání“ (1980)
- „Cesty ke společenství“ (1980)
- „Služba v církvi“ (1981)
- „Martin Luther – svědek Ježíše Krista“ (1983)
- „Tváří v tvář jednotě. Modely, formy a fáze katolicko-luterského církevního společenství“ (1984)
- „Církev a ospravedlnění“ (1994)

Katolicko-luteránský dialog v USA
- Status Nicejského vyznání víry jako církevního dogmatu (7. července 1965)
- Jeden křest na odpuštění hříchů (13. února 1966)
- Eucharistie (1. října 1967)
- Eucharistie a služba (1970)
- Rozdílné postoje k papežskému primátu (1973)
- Učitelský úřad a neomylnost v církvi (1978)
- Ospravedlnění z víry (1983)
- Jediný prostředník, svatí a Maria (1990)
- Písmo a tradice (1995)
- Církev jako koinonie spásy: Její struktury a služby (2004)
- Naděje na věčný život (1. listopadu 2010)

Ekumenická pracovní skupina katolických a luteránských teologů v Německu
- „Odsouzení z doby reformace – rozdělují ještě?“ (1986)

Katolicko-luteránská komise pro jednotu
- Od konfliktu ke společenství: Společná katolicko-luteránská připomínka reformace v roce 2017 (2013)[21]

Společná prohlášení
- Společné prohlášení k nauce o ospravedlnění[17]